# Volksvoetbalstadion
Het Volksvoetbalstadion is een multifunctioneel stadion in Karachi, een stad in Pakistan. Het ligt in Lyari, een buurt van die stad. Het stadion maakt deel uit van een groter sportcomplex. 
Het stadion werd geopend in 1995. In het stadion kunnen 40.000 toeschouwers. Er maken verschillende clubs gebruik van, onder andere de voetbalclub HBL FC. In het stadion kunnen ook internationale wedstrijden gespeeld worden. Er werd gebruik van gemaakt voor het Zuid-Aziatisch kampioenschap voetbal 2005. 